# فوز الفهد
فوز الفهد (10 مايو 1990 - )، خبيرة تجميل، مدونة موضة وأزياء وفاشنيستا كويتية. تُعدّ من أشهر الشخصيات المؤثرة في الوطن العربي في عالم الجمال والأناقة منذ أن بدأت تنشط فيه في العام 2014.

## نشأتها وعملها
ولدت في الكويت، ونشأت ما بين لندن والشرق الأوسط، بعد إنهائها مرحلة الثانوية، تخصّصت في الإدارة المالية وبدأت تنشط في مجال الأزياء والتجميل خلال مرحلة الدراسة الجامعية. حين تخرّجت من الجامعة لم تستطع بدء العمل بإدارة الإعمال طيلة سنة كاملة بسبب نقص ببعض الأوراق القانونية، ما جعلها تتّجه خلال تلك الفترة إلى مجال الأزياء والموضة والتجميل الذي سرعان ما اشتهرت فيه.

## حياتها الشخصية
في 17 مارس 2020، أعلنت زواجها من رجل الأعمال الكويتي عبد اللطيف الصراف.